# Ederseeufer bei Herzhausen
Ederseeufer bei Herzhausen este o arie protejată (arie specială de conservare — SAC, sit de importanță comunitară — SCI, arie de protecție specială avifaunistică — SPA) din Germania întinsă pe o suprafață de 28,87 ha, integral pe uscat.

## Localizare
Centrul sitului Ederseeufer bei Herzhausen este situat la coordonatele 51°10′53″N 8°53′48″E / 51.1814°N 8.8967°E.

## Înființare
Situl Ederseeufer bei Herzhausen a fost declarat sit de importanță comunitară în aprilie 1999 pentru a proteja 18 specii de animale. Alte tipuri de protecție:
- arie de protecție specială avifaunistică (în iunie 2000)[2]
- arie specială de conservare (în martie 2008)[1][3][4]

## Biodiversitate
Situată în ecoregiunea continentală, aria protejată conține 3 habitate naturale: Liziere de ierburi înalte hidrofile de câmpie și de nivel montan până la alpin, Păduri de fag Luzulo-Fagetum, Păduri aluvionare cu Alnus glutinosa și Fraxinus excelsior (Alno-Padion, Alnion incanae, Salicion albae).
La baza desemnării sitului se află mai multe specii protejate:
- păsări (17): fluierar de munte (Actitis hypoleucos), rață lingurar (Anas clypeata), rață mică (Anas crecca crecca), rață fluierătoare (Anas penelope), rață-cu-cap-castaniu (Aythya ferina), rața moțată (Aythya fuligula), Bucephala clangula, Charadrius dubius curonicus, chirighiță neagră (Chlidonias niger), lebădă de iarnă (Cygnus cygnus), becațină comună (Gallinago gallinago), Mergus merganser merganser, vultur pescar (Pandion haliaetus), cormoran mare (Phalacrocorax carbo carbo), Podiceps cristatus cristatus, fluierar de mlaștină (Tringa glareola), fluierar cu picioare verzi (Tringa nebularia)
- nevertebrate (1): Unio crassus

Pe lângă speciile protejate, pe teritoriul sitului au mai fost identificate 1 specie de plante, 1 specie de nevertebrate.